# 周後叔
周後叔（1517年—1568年），字胤昌，號漢浦，直隸蘇州府崑山縣人，民籍，明朝政治人物。

## 生平
嘉靖二十二年（1543年）癸卯科應天府鄉試第五十三名舉人。嘉靖二十九年（1550年）中式庚戌科會試第一百六十五名，登第二甲第七十三名進士。授工部都水司主事，管理荆州抽分厂，升屯田司员外郎，以京察左遷武冈州同知，升金華府同知，官至金华府知府，以乡试事为御史所劾罢归。卒年五十二。

## 家族
曾祖周賢；祖父周永年；父周慈。前母徐氏；母陳氏。永感下。弟之程、之甫、之申、之翰、之稼。子周廷棟、周廷楫。